# Jeff Chabot
Julian Jeffrey Gaston Chabot (Hanau, 12 de febrero de 1998), conocido deportivamente como Jeff Chabot, es un futbolista alemán que juega de defensa en el VfB Stuttgart de la 1. Bundesliga.

## Trayectoria
Para la temporada 2024-25 fichó por el VfB Stuttgart, con quien firmó contrato por cuatro años.

## Selección nacional
Chabot ha sido internacional sub-17, sub-19, sub-20 y sub-21 con la selección de fútbol de Alemania.

## Clubes
| Club                      | País         | Año       |
| ------------------------- | ------------ | --------- |
| R. B. Leipzig II          | Alemania     | 2016-2017 |
| Sparta Rotterdam          | Países Bajos | 2017-2018 |
| F. C. Groningen           | Países Bajos | 2018-2019 |
| U. C. Sampdoria           | Italia       | 2019-2023 |
| Spezia Calcio (cedido)    | Italia       | 2020-2021 |
| 1. F. C. Colonia (cedido) | Alemania     | 2022-2023 |
| 1. F. C. Colonia          | Alemania     | 2023-2024 |
| VfB Stuttgart             | Alemania     | 2024-     |

## Palmarés

### Campeonatos nacionales
| Título           | Club          | País     | Año  |
| ---------------- | ------------- | -------- | ---- |
| Copa de Alemania | VfB Stuttgart | Alemania | 2025 |